# Borko Perić
Borko Perić (Pula, 22. siječnja 1981.) je hrvatski kazališni, televizijski i filmski glumac.

## Filmografija

### Televizijske uloge
- "Masked Singer" kao član žirija (2022. - danas)
- "Majstori" kao Vatroslav Ugljen (2022.)
- "Mrkomir Prvi" kao Benvenuti (2021.)
- "Dar mar" kao Marko (2020.)
- "Pssst... priča!: Cvrčak i mrav, Čarobni ćupovi, Djed zna najbolje, Drveni neboder, Stolčiću, prostri se, Sebastijan i Mišo, Pticani, Sirup protiv mačjeg kašlja, Snjeguljica i Ružica, Veli Jože, Žabica kraljica" kao pripovjedač (2019.)
- "General" kao Nikica (2019.)
- "Na granici" kao Toni Kralj (2019.)
- "Ko te šiša" kao Vladimir (2018. – 2020.)
- "Rat prije rata" kao Vladimir Šeks (2018.)
- "TIN: 30 godina putovanja" kao Vladimir Gačinović (2017.)
- "Horvatovi" kao psiholog Ivica (2015.)
- "Instruktor" kao Zvjezdan (2010.)
- "Tito" (2010.)
- "Vrata do vrata" (TV pilot) kao Željko (2009.)
- "Mamutica" kao Marko (2009.)
- "Stipe u gostima" kao konobar (2008. – 2012.)
- "Odmori se, zaslužio si" kao Igor (2006.)
- "Bumerang" kao Antonio Zucchini (2006.)
- "Luda kuća" kao Mali Marinko (2005.)
- "Žutokljunac" kao dimnjačar (2005.)
- "Zlatni vrč" kao Sinek (2004.)

### Filmske uloge
- "Šesti autobus" kao Vojo (2022.)
- "Po tamburi" kao Giuseppe (2021.)
- "Bijeg na more" kao talijanski doktor (2020.)
- "General" kao Nikica (2019.)
- "Osmi povjerenik" kao Tonino Smeraldić (2018.)
- "Lavina" kao instruktor skijanja Adam (2017.)
- "Zagrebačke priče Vol. 3" kao Ante (segment "Dan otpora") (2015.)
- "Rijeka" kao Vinko (2014.)
- "Djeca jeseni" kao mladi otac (2013.)
- "Zagrebačke priče Vol. 2" kao susjed (segment "Kruške") i TV voditelj Vjetropirko (segment "Od danas do sutra") (2012.)
- "U zemlji čudesa" kao Valentin (2009.)
- "Živi i mrtvi" kao Robe (2007.)
- "Armin" kao Zoki (2007.)
- "Kravata" kao Igor Tuš (2006.)
- "Libertas" kao Bučinićev pratitelj (2006.)
- "Dva igrača s klupe" kao Duško Katran (2005.)
- "Svjedoci" kao zarobljenik #1 (2003.)
- "Konjanik" kao Ivan Revac-Nikodim (2003.)
- "Ne dao Bog većeg zla" kao Kompa (2002.)
- "Generalov carski osmijeh" (2002.)
- "Kao u lošem snu" kao transvestit #1 (2002.)
- "Šverceri hlapić" kao Hlapić #1 (1999.)

### Ostalo
- "Ježeva kućica - Zagrebačka filharmonija - MINIMINI ciklus" kao vokal (2019.)

### Sinkronizacija
- "Ne gledaj gore" kao Jason Orlean (2021.)
- "Malci" kao Walter Nelson (2015.)
- "Ninja kornjače" kao general Gato, vojnički vozač, policijski dispečer, Tommy, policajac #1, brodski radnik, najavljivač vijesti i majmunski general (2007.)

## Nagrade i priznanja
- International Film Festival Durres, glumačka nagrada
- International Film Festival Priština, glumačka nagrada
- Pula film festival, Zlatna arena za najbolju sporednu ulogu
- Nagrada “Zlatni smijeh” na “Danima satire” za ulogu Harija u predstavi H. Bojčeva “Orkestar Titanik” u izvedbi INK GK Pula i ulogu Rogera u predstavi R. Sharta “moja žena zove se Maurice” u izvedbi SK “Kerempuh”
- Nagrada hrvatskog glumišta za najboljeg mladog glumca
- Rektorova nagrada
- Teatarfest – Sarajevo, nagrada za najbolju mušku ulogu
- Nagrada “Ivo Serdar” za ulogu najbolje prihvaćenu od publike za ulogu Gorana Kapulice u predstavi A. Tomića “Čudo u Poskokovoj Dragi” /2011./

## Vanjske poveznice
- Borko Perić u internetskoj bazi filmova IMDb-u (engl.)